# Luís Reforço
Luís Reforço est un arbitre portugais de football né le 1er août 1974  à Barreiro au (Portugal).
Il est arbitre depuis 1991. Il est promu dans le championnat portugais comme arbitre portugais de 1re catégorie lors de la saison 2000-2001.
Il fait partie de l'AF Setúbal.

## Statistiques
mis à jour à la fin de la saison 2008-2009
- 13 matches de 1re division portugaise.
- 27 matches de 2e division portugaise.